# The People's Operator
The People's Operator o TPO és un operador mòbil virtual que proporciona serveis de telefonia mòbil al Regne Unit amb la xarxa de EE Limited. Va aparèixer el 2012 amb l'objectiu de ser un operador mòbil ètic. TPO es diferencia d'altres companyies telefòniques pel fet que destina el 10% del consum total de l'usuari a projectes de caritat o solidaritat. Des de juliol de 2015 també és una xarxa social.
TPO va aparèixer el 19 de novembre de 2012. Inicialment, l'empresa era propietat dels tres cofundadors: Andrew Rosenfeld, Tom Gutteridge i Mark Epstein. L'empresa té la seu a Shoreditch, Londres i va nàixer amb l'objectiu de ser una companyia telefònica ètica. A l'inici, Rosenfeld era el president de la companyia, amb Gutteridge i Epstein de vicepresidents i Alex Franks com executiu en cap.
El 20 de gener de 2014 es va fer públic que Jimmy Wales s'afegia a l'empresa com a copresident, prenent un paper decisiu en l'organització, segons les seues pròpies paraules. Wales va declarar també que "TPO té un gran potencial per al creixement viral i, com més cresca, més diners generarà per a les comunitats i gent que el necessita". TPO va anunciar en gener de 2014 la seua intenció d'oferir serveis als Estats Units d'Amèrica i a Europa en un termini de 12 mesos. En octubre d'aquell mateix any van anunciar la seua intenció de cotitzar a l'Alternative Investment Market. Oscar Williams-Grut estimava el valor de la companyia en 100 milions de lliures per aquelles dates.
El 21 de juliol de 2015 va ser la data que TPO va començar a oferir serveis de telefonia als Estats Units d'Amèrica. En aquella mateixa data es va llançar la xarxa social de The People's Operator, anomenada TPO.